# Cholomyia calceata
Cholomyia calceata là một loài ruồi trong họ Tachinidae.